# 広島県道309号小河内都志見線
広島県道309号小河内都志見線（ひろしまけんどう309ごう おがうちつしみせん）は、広島県広島市安佐北区から山県郡北広島町に至る一般県道である。

## 概要
広島市安佐北区安佐町大字小河内から山県郡北広島町都志見に至る。

### 路線データ
- 起点：広島市安佐北区安佐町大字小河内（広島県道38号広島豊平線交点）
- 終点：山県郡北広島町都志見（広島県道40号安佐豊平芸北線交点）
- 総延長：10.9 km
- 異常気象時通行規制区間：山県郡北広島町吉木（広島県道314号七曲千代田線重用部分）

## 歴史
- 1981年（昭和56年） - 路線認定。

## 路線状況

### 重複区間
- 広島県道314号七曲千代田線（山県郡北広島町吉木）

## 地理

### 通過する自治体
- 広島県
  - 広島市（安佐北区） - 山県郡北広島町

### 交差する道路
| 交差する道路                           | 市町村名 | 市町村名 | 交差する場所     | 交差する場所 |
| -------------------------------------- | -------- | -------- | ---------------- | ------------ |
| 広島県道38号広島豊平線                 | 広島市   | 安佐北区 | 安佐町大字小河内 | 起点         |
| 広島県道314号七曲千代田線 重複区間起点 | 山県郡   | 北広島町 | 吉木             |              |
| 広島県道314号七曲千代田線 重複区間終点 | 山県郡   | 北広島町 | 吉木             |              |
| 広島県道40号安佐豊平芸北線             | 山県郡   | 北広島町 | 都志見           | 終点         |

### 沿線
- アイリスカントリークラブ
- 道の駅豊平どんぐり村（終点付近）